# Пітер Пейдж
Пітер Пейдж — американський актор, кінорежисер, сценарист.

## Біографія
Пітер Пейдж відкрив в собі пристрасть до театру в ніжному шестирічному віці, коли він, навчаючись у першому класі, грав опудало в постановці «Чарівник країни ОЗ» («The Wizard Of Oz»).
Крім театру, молодий Пейдж був також поглинений написанням п'єс і режисурою. У четвертому класі він написав, поставив і взяв участь у власній перший оригінальній п'єсі «Чорта: Роки в коледжі» («Grease: The College Years»), оригінальної версії популярного фільму «Чорта» («Grease»). У середніх і старших класах школи Пейдж продовжував займатися акторською майстерністю, написанням п'єс і режисурою, беручи участь у шкільних і непрофесійних громадських постановках. Пітер отримав повну стипендію в Школі театрального мистецтва Бостонського Університету, де завзято розвивав свої акторські таланти.
Після закінчення школи Пейдж переїхав до Нью-Йорку і приєднався до групи молодих драматургів, режисерів і акторів у театрі Драматичні Горизонти (Playwrights Horizons), де і створив безліч нових п'єс. Він подорожував по країні з постановкою спектаклю «Тартюф» («Tartuffe») за твором Мольєра (Moliere) англійською і французькою мовами і почав грати на сценах великих регіональних театрів. Зрештою, Пейдж переїхав до Портланд, Орегон, де протягом двох років брав участь у різних постановках від класики — «Сон в літню ніч» («A Midsummer Night's Dream») до гострих, спірних робіт молодих починаючих драматургів.
Пітер знявся в оригінальному фільмі «Наша Америка» («Our America») каналу Showtime разом із Джошем Чарльзом (Josh Charles) і Ванессою Вільямс (Vanessa Williams), в якому розповідається історія ді-джея, який змінює життя двох безтурботних молодих людей, які обрали не зовсім правильний життєвий шлях. Під час літньої перерви Пейдж також повернувся на театральну сцену у світовій прем'єрі постановки Джесіки Литвак (Jessica Litwak) «Секретні агенти» («Secret Agents»).
Телевізійні роботи Пейджа включають ролі в таких фільмах як «А ось і Сьюзан» («Suddenly Susan»), «Роздягнені» («Undressed») для каналу MTV, «Час твого життя» («Time of Your Life»), «Кінозірки» («Movie Stars»), і «Вілл і Грейс» («Will & Grace»).
Серед останніх робіт Пітера — участь у розпочатому у 2008 році серіалі «Адвокатська практика», а також у комедійному трилері «Копакабана»(Copacabana), що знімається.

## Цікаві факти
Освіта: Школа театрального мистецтва Бостонського Університету
Сімейний стан: неодружений
Орієнтація: гей
Зазвичай прислухається до: Rufus Wainwright, порад своєї мами, радам психотерапевта і свого внутрішнього голосу
Рекомендує прочитати: «Middlesex» автор Jeffrey Eugenides — приголомшлива новела, одночасно особиста і епічна, радісна і що розбиває серце.
Мріє побувати: вдома, тому що зазвичай його там не буває
Улюблена пісня: «Desperado» (The Eagles) і «Shoop» (Salt-n-Pepa)
Щопонеділка любить … відсипатися
Найжахливіше питання в інтерв'ю: «Яке це — зіграти Брайана Кінні?»

## Фільмографія
| Рік         | Фільм                | Оригінальна назва    | Роль             |
| ----------- | -------------------- | -------------------- | ---------------- |
| 1995 — 1999 | Кароліна у місті     | Caroline in the City | Robert           |
| 1996 — 2000 | А ось і Сьюзан       | Suddenly Susan       | Neil Pomerantz   |
| 1998 — 2006 | Вілл і Грейс         | Will & Grace         | Roger O'Neil     |
| 2000        | Близькі друзі        | Queer As Folk        | Емметт Ханікатт  |
| 2002        | Наша Америка         | Our America          | Gary Covino      |
| 2002 — 2009 | Поліція Маямі        | CSI: Miami           | Glenn Wagner     |
| 2005        | Скажи дядя           | Say Uncle            | Пол Джонсон      |
| 2005 — 2009 | Американський Тато   | American Dad!        | Jason            |
| 2005 — 2010 | Анатомія Грей        | Grey's Anatomy       | Benjamin O'Leary |
| 2008        | Залишаючи Барстоу    | Leaving Barstow      | DJ               |
| 2008 — 2009 | Адвокатська практика | Raising the Bar      | Sean Graydon     |